# 保加利亚社会民主人士党
保加利亚社会民主人士党（罗马化：Partiya Balgarski Sotsialdemokrati，缩写为PBSD）是保加利亚的一个社会民主主义政党。该党成立于1989年11月26日。该党的政治立场是中间偏左。该党的领袖是Georgi Anastasov。该党的总部位于索非亚。该党是社会党国际和为了保加利亚联盟的成员以及欧洲社会党的准成员党。